# Товстоверетено
Товстоверетено́ (рос. Толстоверетено) — присілок у складі Куртамиського округу Курганської області, Росія.
Населення — 43 особи (2010, 59 у 2002).
Національний склад станом на 2002 рік:
- росіяни — 98 %